# Sørmela
Sørmela est une localité du comté de Nordland, en Norvège.

## Géographie
Administrativement, Sørmela fait partie de la kommune d'Andøy.